# Karel Klaver
Karel Klaver (* 29. September 1978 in Amsterdam) ist ein ehemaliger niederländischer Hockeyspieler, der bei den Olympischen Spielen 2004 die Silbermedaille gewann. Er war Weltmeisterschaftsdritter 2002 sowie Europameisterschaftszweiter 2005.

## Sportliche Karriere
Der 1,87 m große Stürmer bestritt 132 Länderspiele für die niederländische Nationalmannschaft, in denen er 52 Tore erzielte. Klaver debütierte 2000 in der Nationalmannschaft. Bei der Weltmeisterschaft 2002 in Kuala Lumpur belegten die Niederländer in der Vorrunde den zweiten Platz hinter der deutschen Mannschaft. Im Halbfinale verloren die Niederländer mit 1:4 gegen die Australier. Mit einem 2:1 nach Verlängerung gegen Südkorea erkämpften die Niederländer die Bronzemedaille. Klaver war in allen neun Spielen der Weltmeisterschaft dabei und erzielte in der Vorrunde drei Treffer. Im Jahr darauf bei der Europameisterschaft in Barcelona unterlagen die Niederländer im Halbfinale der spanischen Mannschaft mit 2:5 und verloren auch das Spiel um den dritten Platz im Siebenmeterschießen gegen das englische Team. 2004 bei den Olympischen Spielen in Athen gewannen die Niederländer ihre Vorrundengruppe und siegten im Halbfinale mit 3:2 über die deutsche Mannschaft. Im Finale unterlagen die Niederländer den Australiern mit 1:2 nach Sudden Death durch ein Tor von Jamie Dwyer in der Verlängerung. Klaver wirkte in allen sieben Spielen mit und erzielte in der Vorrunde drei Treffer.
Bei der Europameisterschaft 2005 in Leipzig gewannen die Niederländer ihre Vorrundengruppe mit einem 2:1 über Spanien. Nach einem 5:1-Halbfinalsieg über die belgische Mannschaft trafen die Niederländer im Finale erneut auf die Spanier und verloren mit 2:4. Klaver erzielte im Finale einen der beiden Treffer für die Niederländer. 2006 belegten die Niederländer bei der Weltmeisterschaft in Mönchengladbach den siebten Platz, das Spiel um den siebten Platz war Klavers letztes Länderspiel.
Klaver wurde 2002 mit dem HC Bloemendaal niederländischer Meister.